# 제74회 미국 감독 조합상
제74회 미국 감독 조합상은 2021년 뛰어난 활동을 보인 영화 감독을 기리기 위해 2022년 3월에 열린 시상식이다.

## 수상 및 후보

### 감독상(영화부문)
- 파워 오브 도그 - 제인 캠피온 수상
- 리코리쉬 피자 - 폴 토마스 앤더슨
- 벨파스트 - 케네스 브래너
- 웨스트 사이드 스토리 - 스티븐 스필버그
- 듄 - 드니 빌뇌브

### 감독상(신인감독부문)
- 로스트 도터 - 매기 질렌할 수상
- 패싱 - 레베카 홀
- 잃어버린 것들을 위한 기도 - 타티아나 후에조
- 틱,틱...붐 - 린-마누엘 미란다
- 피그 - 마이클 사노스키
- 시바 베이비 - 엠마 셀리그만

### 감독상(TV영화부문)
- The Underground Railroad - 배리 젠킨스 수상
- Dopesick - 배리 레빈슨
- Station Eleven - HIRO MURAI
- Dopesick - 대니 스트롱
- Mare of Easttown - 크레이그 조벨

### 감독상(TV정기편성부문)
- Saturday Night Live - 돈 로이 킹 수상
- Real Time with Bill Maher - 폴 G. 케이지
- The Late Show with Stephen Colbert - 짐 호스킨슨
- The Daily Show with Trevor Noah - DAVID PAUL MEYER
- Last Week Tonight with John Oliver - PAUL PENNOLINO 외 1명

### 감독상(특별부문)
- Adele: One Night Only - 폴 더그데일 수상
- The Daily Show with Trevor Noah Presents - 이안 버거
- Bo Burnham: Inside - 보 번햄
- Dave Chappelle: The Closer - 스탠 라던
- The 43rd Annual Kennedy Center Honors - 글렌 웨이스

### 감독상(TV부문)
- Succession - 마크 미로드 수상
- Succession - 케빈 브레이
- Succession - 앤드리 페렉
- Succession - 로버트 풀치니 외 1명
- Succession - 로렌 스카파리아

### 감독상(코미디시리즈)
- Hacks - 루시아 애니엘로 수상
- Ted Lasso - M.J. 딜레이니
- Ted Lasso - 에라카 던튼
- Ted Lasso - SAM JONES
- The White Lotus - 마이크 화이트

### 감독상(리얼리티쇼)
- Getaway Driver - ADAM VETRI 수상
- Full Bloom - JOSEPH GUIDRY
- American Ninja Warrior - PATRICK McMANUS
- Making the Cut - RAMY ROMANY
- Running Wild with Bear Grylls - BEN SIMMS

### 감독상(어린이프로그램)
- Through Our Eyes - 스마리티 문드라 수상
- The Mysterious Benedict Society - 제임스 보빈
- The J Team - 마이클 렘벡
- Head of the Class - 필 루이스
- Are You Afraid of the Dark? - 제프 와드로

### 감독상(다큐멘터리부문)
- Attica - 스탠리 넬슨 수상
- 중국몽 - 제시카 킹던
- Exterminate All the Brutes - 라울 펙
- 소울, 영혼, 그리고 여름 - 아미르 '퀘스트러브' 톰슨
- 더 레스큐 - 엘리자베스 차이 베사헬리

### 감독상(광고부문)
- Serial Pictures x Somesuch - 브래드포드 영 수상
- Anthem - 스티브 에이슨
- Hollywood In Your Pocket - 캐서린 비글로우
- RESET - 이안 폰스 제웰
- SMUGGLER - HENRY‑ALEX RUBIN

### 공로상
- 스파이크 리 수상

### 프랑크 카프라 상
- 조셉 P. 라이디 수상

### 프랭크린 J. 샤프너 상
- GARRY W. HOOD 수상